# Rafnia cuneifolia
Rafnia cuneifolia är en ärtväxtart som beskrevs av Carl Peter Thunberg. Rafnia cuneifolia ingår i släktet Rafnia och familjen ärtväxter. Inga underarter finns listade i Catalogue of Life.